# 4e arrondissement de Marseille
Pour les articles homonymes, voir 4e arrondissement.
Le 4e arrondissement de Marseille est l'un des 16 arrondissements de Marseille. Situé en plein centre-ville il est bordé à l'ouest par le 1er et le 3e arrondissement, au nord par le 13e arrondissement, à l'est par le 12e arrondissement et enfin au sud par le 5e arrondissement. Il fait partie du troisième secteur de Marseille.

## Quartiers

4e arrondissement de Marseille.

Il est divisé en 4 quartiers : La Blancarde, Les Chartreux, Les Chutes-Lavie et Les Cinq Avenues et 19 IRIS.

## Transports en commun
Cet arrondissement est desservi par les stations suivantes de la ligne 1 du métro de Marseille :
  (Saint-Just - Hôtel du Département, Chartreux, Cinq Avenues - Longchamp et La Blancarde).
Ainsi que par les stations du tramway marseillais suivantes :
- T1 Gare de la Blancarde
- T2 La Blancarde
- T2 Foch - Boisson
- T2 Foch - Sakakini
- T2 Cinq Avenues

## Principaux Monuments
- Le Dôme
- Le Palais Longchamp
- L'Église des Chartreux
- Le Muséum d'histoire naturelle
- Le Musée des Beaux-Arts
- L'Observatoire de Marseille

## Administration
Le maire du 3e secteur de Marseille regroupant les 4e et 5e arrondissements est M. Didier Jau (Printemps marseillais). Il succède à Mme Marine Pustorino, maire depuis 2017 et M. Bruno Gilles (UMP) maire et maire honoraire depuis 1995.

## Population

### Population de l'arrondissement
En 2022, l'arrondissement comptait 49 744 habitants.
| 1968   | 1975   | 1982   | 1990   | 1999   | 2006   | 2011   | 2016   | 2021   |
| ------ | ------ | ------ | ------ | ------ | ------ | ------ | ------ | ------ |
| 62 140 | 57 434 | 50 451 | 44 980 | 43 805 | 46 617 | 47 953 | 48 074 | 50 068 |

| 2022   | - | - | - | - | - | - | - | - |
| ------ | - | - | - | - | - | - | - | - |
| 49 744 | - | - | - | - | - | - | - | - |

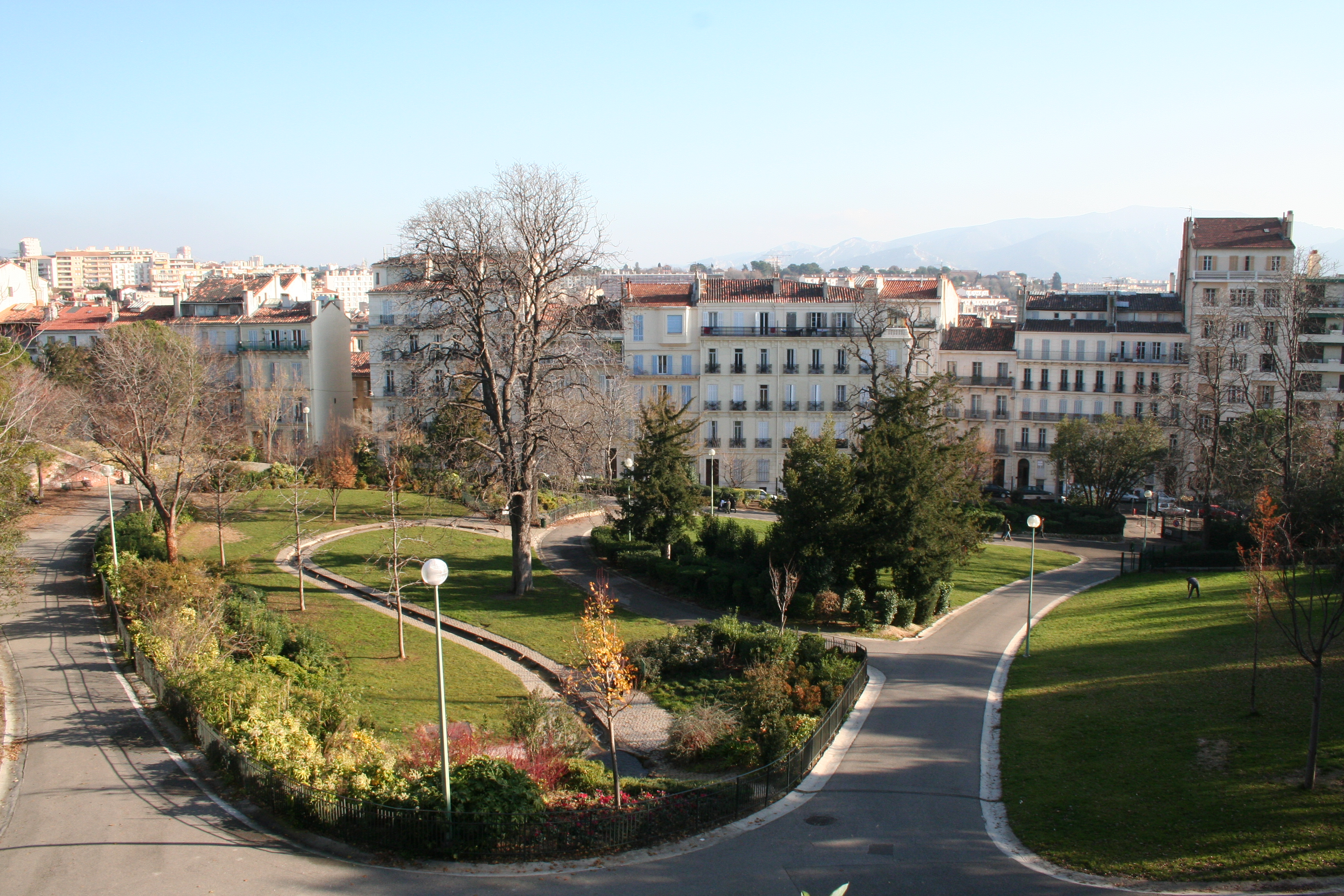
Immeubles dans le quartier des 5 avenues, avec le Parc Longchamp en premier plan.

En 2012, le 4e arrondissement comptait 47 869 habitants. C'est un arrondissement médian : en 2012, le revenu médian par Unité de Consommation (UC) y était de 18 060 euros, (contre 17 548 euros à l'échelle de la ville), et la part de ménages fiscaux imposables y était de 59,3 % (contre 57,9 % pour la ville). En 2012, le taux de chômage au sens de l'INSEE y était de 16,4 %.

### Population des quartiers du4earrondissementde Marseille

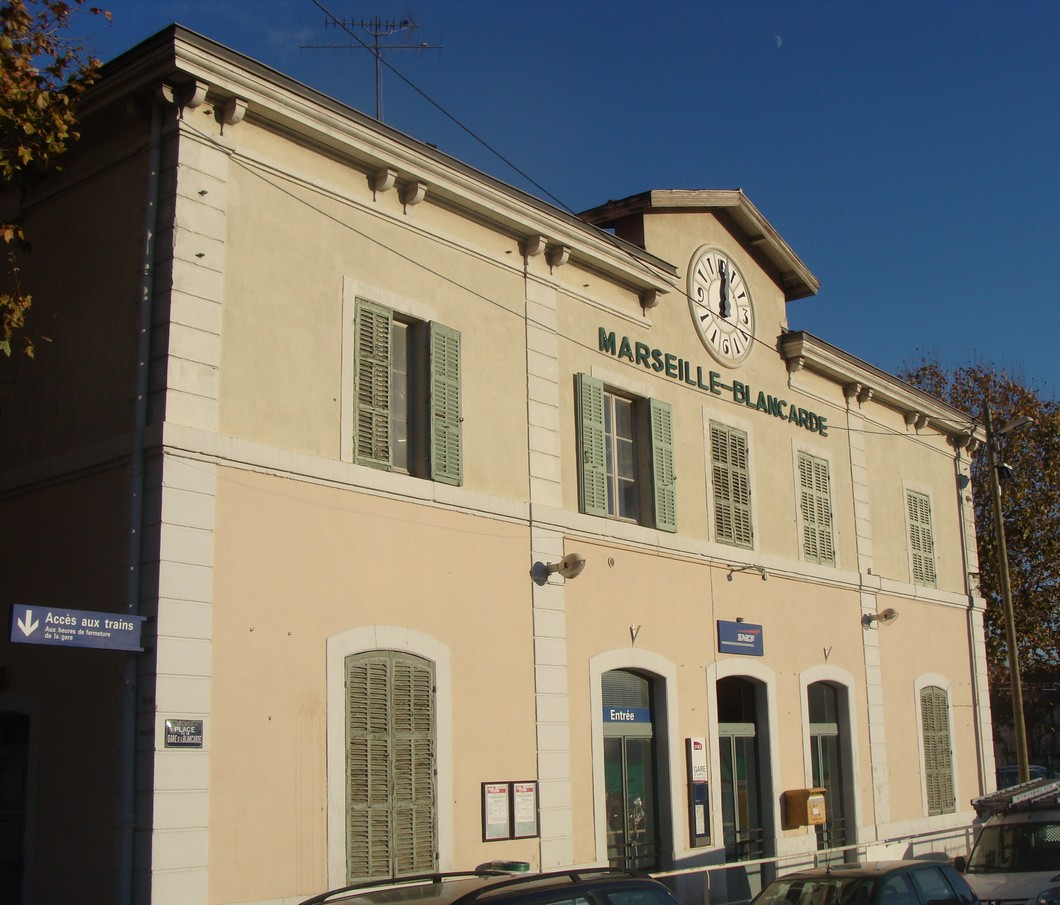
Gare de la Blancarde.

| Quartier      | 1990   | 1999   | 2006   |
| ------------- | ------ | ------ | ------ |
| La Blancarde  | 14 243 | 13 957 | 14 615 |
| Les Chartreux | 9 363  | 8 823  | 9 457  |
| Chutes-Lavie  | 8 453  | 8 141  | 8 769  |
| Cinq Avenues  | 12 956 | 12 859 | 13 777 |
| Total         | 45 015 | 43 780 | 46 617 |

### Éducation et Formation par quartiers en 2006
| Quartier         | 15 ans et + non scolarisés | total sans diplômes | % sans diplômes | total au moins BAC+3 | % au moins BAC+3 |
| ---------------- | -------------------------- | ------------------- | --------------- | -------------------- | ---------------- |
| La Blancarde     | 10 994                     | 1 976               | 17,98 %         | 1 296                | 11,79 %          |
| Les Chartreux    | 7 058                      | 1 167               | 16,53 %         | 827                  | 11,72 %          |
| Les Chutes-Lavie | 6 611                      | 1 545               | 23,36 %         | 598                  | 9,05 %           |
| Cinq Avenues     | 10 145                     | 1 554               | 15,32 %         | 2 230                | 21,98 %          |
| Arrondissement   | 34 808                     | 6 242               | 17,93 %         | 4 951                | 14,22 %          |
| Total Marseille  | 590 908                    | 149 305             | 25,27 %         | 79 435               | 13,44 %          |

### Taux de chômage par quartiers en 2006
| Quartier         | Population active | Nombre de chômeurs | Taux de chômage |
| ---------------- | ----------------- | ------------------ | --------------- |
| La Blancarde     | 6 288             | 1 091              | 17,35 %         |
| Les Chartreux    | 4 301             | 697                | 16,21 %         |
| Les Chutes-Lavie | 3 983             | 729                | 18,30 %         |
| Cinq Avenues     | 6 207             | 901                | 14,51 %         |
| Arrondissement   | 20 780            | 3 418              | 16,45 %         |
| Total Marseille  | 352 855           | 64 330             | 18,23 %         |

### Les bénéficiaires de la couverture maladie universelle complémentaire (CMU-C) par quartiers
La CMU complémentaire (CMU-C) est une complémentaire santé gratuite qui prend en charge ce qui n'est pas couvert par les régimes d'assurance maladie obligatoire elle est attribuée sous condition de (faibles) ressources.
Bénéficiaires de la CMU-C par IRIS en 2008
| Quartier         | population couverte 2008 | bénéficiaires CMU-C 2008 | % bénéficiaires 2008 |
| ---------------- | ------------------------ | ------------------------ | -------------------- |
| La Blancarde     | 12 519                   | 1 543                    | 12,33 %              |
| Les Chartreux    | 8 196                    | 1 143                    | 13,95 %              |
| Les Chutes-Lavie | 7 450                    | 999                      | 13,41 %              |
| Cinq Avenues     | 10 995                   | 1 428                    | 12,99 %              |
| Arrondissement   | 39 160                   | 5 113                    | 13,06 %              |
| Total Marseille  | 718 664                  | 132 156                  | 18,39 %              |

### Les familles par quartiers en 2006
Familles monoparentales et familles de 4 enfants au 1er janvier 2006
| Quartier             | familles | dont monoparentales | % familles monoparentales | familles de 4 enfants et + | % familles 4 enfants et + |
| -------------------- | -------- | ------------------- | ------------------------- | -------------------------- | ------------------------- |
| La Blancarde         | 3 809    | 890                 | 23,37 %                   | 89                         | 2,34 %                    |
| Les Chartreux        | 2 453    | 553                 | 22,55 %                   | 76                         | 3,09 %                    |
| Les Chutes-Lavie     | 2 352    | 600                 | 25,50 %                   | 36                         | 1,51 %                    |
| Cinq Avenues         | 3 528    | 783                 | 22,20 %                   | 49                         | 1,38 %                    |
| Total arrondissement | 12 141   | 2 826               | 23,28 %                   | 249                        | 2,05 %                    |
| Total Marseille      | 213 538  | 46 568              | 21,81 %                   | 8 414                      | 3,94 %                    |

### Logements par quartiers au 8/3/1999
| Quartier         | % locataires | % immeubles collectifs | % 4 pièces et plus |
| ---------------- | ------------ | ---------------------- | ------------------ |
| La Blancarde     | 51,45 %      | 92,21 %                | 26,75 %            |
| Les Chartreux    | 54,37 %      | 91,89 %                | 23,67 %            |
| Les Chutes-Lavie | 50,24 %      | 88,09 %                | 30,14 %            |
| Cinq Avenues     | 49,66 %      | 97,73 %                | 24,91 %            |
| Arrondissement   | 51,28 %      | 93,09 %                | 26,17 %            |
| Total Marseille  | 51,73 %      | 82,86 %                | 38,21 %            |

### Population des quartiers par tranches d'âge au 8/3/1999
| Quartier         | % 0-19 ans | % 20-39 ans | % 40-59 ans | % 60-74 ans | % 75 ans et + |
| ---------------- | ---------- | ----------- | ----------- | ----------- | ------------- |
| La Blancarde     | 18,27 %    | 28,21 %     | 24,43 %     | 15,57 %     | 13,52 %       |
| Les Chartreux    | 17,39 %    | 31,57 %     | 24,01 %     | 15,38 %     | 11,66 %       |
| Les Chutes-Lavie | 17,68 %    | 26,20 %     | 25,22 %     | 17,91 %     | 13,00 %       |
| Cinq Avenues     | 17,05 %    | 28,21 %     | 24,50 %     | 15,70 %     | 14,53 %       |
| Arrondissement   | 17,62 %    | 28,51 %     | 24,51 %     | 16,01 %     | 13,35 %       |
| Total Marseille  | 23,16 %    | 28,67 %     | 24,84 %     | 14,18 %     | 9,16 %        |

## Économie

### Revenus de la population et fiscalité
En 2010, le revenu fiscal médian par ménage était de 22 655 €, ce qui plaçait le 4e arrondissement au 10e rang parmi les 16 arrondissements de Marseille.

## Résultats électoraux
| Scrutin             | Scrutin             | 1er tour | 1er tour  | 1er tour | 1er tour | 1er tour  | 1er tour | 1er tour | 1er tour | 1er tour | 1er tour | 1er tour | 1er tour | 2d tour | 2d tour   | 2d tour | 2d tour | 2d tour | 2d tour |
| Scrutin             | Scrutin             | 1er      | 1er       | %        | 2e       | 2e        | %        | 3e       | 3e       | %        | 4e       | 4e       | %        | 1er     | 1er       | %       | 2e      | 2e      | %       |
| ------------------- | ------------------- | -------- | --------- | -------- | -------- | --------- | -------- | -------- | -------- | -------- | -------- | -------- | -------- | ------- | --------- | ------- | ------- | ------- | ------- |
| Présidentielle 2017 | Présidentielle 2017 |          | LFI       | 25,90    |          | FN        | 23,87    |          | EM       | 20,09    |          | LR       | 16,93    |         | EM        | 64,13   |         | FN      | 35,87   |
| Présidentielle 2022 | Présidentielle 2022 |          | LFI       | 34,22    |          | LREM      | 20,70    |          | RN       | 19,40    |          | REC      | 9,54     |         | LREM      | 61,67   |         | RN      | 38,33   |
| Législatives 2022   | 4e                  |          | LFI-Nupes | 41,24    |          | LREM-Ens  | 20,50    |          | RN       | 18,23    |          | REC      | 5,90     |         | LFI       | 59,97   |         | LREM    | 40,03   |
| Législatives 2024   | 5e                  |          | RN        | 28,31    |          | LFI diss. | 24,64    |          | LFI-NFP  | 24,36    |          | Ren-Ens  | 14,96    |         | LFI diss. | 64,63   |         | RN      | 35,37   |